# Walter Pedullà
Walter Pedullà (Siderno, 10 ottobre 1930 – Roma, 26 dicembre 2024) è stato un saggista, critico letterario e giornalista italiano.

## Biografia
Laureatosi in lettere all'Università di Messina, insegnò storia della letteratura italiana moderna e contemporanea presso la Facoltà di lettere dell'Università "La Sapienza" di Roma dal 1958 al 2005. Nei primi anni di carriera accademica fu assistente di Giacomo Debenedetti, il suo maestro.
Fu giornalista professionista dal 1962 al 1980. Fu critico letterario del quotidiano Avanti! dal 1961 al 1993 e negli ultimi anni collaborò a Il Messaggero, dopo aver scritto per l'Unità, Italia Oggi e Il Mattino.
Fondò nel 2001 due riviste culturali: L'Illuminista e Il Caffè illustrato, da lui anche dirette.
Diresse con Nino Borsellino la Storia generale della letteratura italiana, in dodici volumi, che, edita nel 1999 da Rizzoli e Motta, è stata nel 2004 ristampata in edizione economica e in sedici volumi da L'Espresso. Diresse anche la collana di classici italiani Cento libri per mille anni (due interamente curati da lui - uno su Svevo, un altro su narratori e prosatori del Novecento - e due in collaborazione con altri: uno sul saggio del Novecento e uno sulla poesia e il teatro del Novecento). 
Fu membro e talora presidente delle giurie di svariati premi letterari (Strega, Viareggio, Campiello, Mondello, Scanno, Pen Club, Flaiano, Bari, Penna, Pisa, Aquileia, Coni, Latina, Oriente-Express, Trulli, Crotone, Vibo, Padula, Siderno, Palmi, Locri, Gela, Messina, Taranto, ecc.).
Fu presidente della Rai da febbraio 1992 a luglio 1993 e presidente del Teatro di Roma dal 1995 al 31 ottobre 2001.
Fu autore di monografie su Savinio, Gadda, Palazzeschi, Debenedetti, nonché di raccolte di saggi centrati su temi generali del Novecento come il futurismo, la neoavanguardia, la comicità, la Controcultura, il fantastico, la questione meridionale, l'emarginazione.
Fu con Pagliarani, Malerba, Manganelli, Guglielmi tra i fondatori della Cooperativa Scrittori, della quale fu anche vicepresidente. Diresse la Casa Editrice Lerici. Fece uscire per Rizzoli l'edizione delle opere di Stefano D'Arrigo in cinque volumi e opere di Svevo, Alvaro, Pizzuto, Insana, oltre a introdurre decine di volumi di saggistica e poesia. Per i Meridiani di Mondadori curò un'antologia delle opere di Luigi Malerba. Ricevette il premio speciale di letteratura in occasione dei premi Flaiano 2021.
Pedullà è morto il 26 dicembre 2024 a 94 anni nella sua casa di Roma per le complicazioni della malattia di Parkinson, di cui soffriva da tempo. 

## Vita privata
Era padre di Gabriele Pedullà, anch'egli docente universitario di letteratura italiana e scrittore.

## Opere
- I maestri del racconto italiano (antologia in collaborazione con Elio Pagliarani, 1964)
- La letteratura del benessere (1968)
- La rivoluzione della letteratura (1970)
- Il morbo di Basedow ovvero dell'avanguardia (1975)
- L'estrema funzione. La letteratura degli Anni Settanta (1975) Premio Nazionale Rhegium Julii per la Saggistica[7]
- La "politica" di Alvaro (con Cingari, La Cava e Strati, 1977)
- La letteratura emarginata (con altri, 1978)
- Alberto Savinio (1979)
- Miti, finzioni e buone maniere di fine millennio (1983)
- Il ritorno dell'uomo di fumo (1987)
- Lo schiaffo di Svevo (1990), Premio Nazionale Rhegium Julii 1991[7]
- Sappia la sinistra quello che fa la destra (1994),
- La narrativa italiana contemporanea 1940-1990 (1995)
- Carlo Emilio Gadda (1997)
- I titoli (1999)
- Le armi del comico (2001)
- Il Novecento segreto di Giacomo Debenedetti (2004)
- Quadrare il cerchio (2005)
- E lasciatemi divertire! (2007)
- Giro del mondo in ottanta pagine (2008)
- Per esempio il Novecento (2008)
- Il vecchio che avanza (2009)
- Giro di vita (2010)
- Racconta il Novecento (2013)
- Giacomo Debenedetti, interprete dell'invisibile (2015)
- Il mondo visto da sotto (2016)[2]
- Il pallone di stoffa (2020)

## Onorificenze
- Cavaliere di Gran Croce per meriti culturali.

## Premi e riconoscimenti
Ha vinto tra gli altri i premi Vittorini, Borgese, Giusti, Locri, Melfi, Adelphi, Rhegium Julii, Siderno, Cortina, Montesilvano.